# Selva (Argentina)
Selva es una localidad del sur de la provincia de Santiago del Estero, Argentina. Es la cabecera del departamento Rivadavia.
Se encuentra a la vera de la Ruta Nacional 34, en el límite con la provincia de Santa Fe.
Es considerada 'Portal del NOA'; Selva se halla muy vinculada económica y culturalmente a la vecina urbe santafesina de Ceres que se encuentra unos 18 km al este.

## Población
Cuenta con 2878 habitantes (Indec, 2010), lo que representa un incremento del 13,1% frente a los 2543 habitantes (Indec, 2001) del censo anterior.
| Gráfica de evolución demográfica de Selva entre 1960 y 2010 |
|                                                             |
| Fuentes: INDEC                                              |

## Parroquias de la Iglesia católica en Selva
| Diócesis  | Santiago del Estero |
| --------- | ------------------- |
| Parroquia | María Auxiliadora   |